# Johann Jakob Hohl
Johann Jakob Hohl (Wolfhladen, 7 juni 1834 - Herisau, 6 maart 1913) was een Zwitsers politicus.

## Biografie

### Achtergrond, opleiding en vroege carrière
Johann Jakob Hohl volgde uitsluitend middelbaar onderwijs en was daarna werkzaam als wever en wijnhandelaar. Van 1852 tot 1853 was hij werkmeester van de Weverij Lendemann in Neukirch (gemeente Egnach) en daarna was hij werkmeerster bij de Weverij Züst in Herisau. In 1856 stichtte hij een eigen weverij, maar deed deze later van de hand om zich volledig op de wijnhandel te richtten.

### Politieke carrière
Johann Jakob Hohl was politiek actief voor de Liberale Partij van het kanton Appenzell Ausserrhoden. Van 1864 tot 1873 was hij wethouder Sociale Zaken van Herisau en van 1869 tot 1873 was hij tevens burgemeester van die stad. Van 1869 tot 1874, van 1881 tot 1883 en 1887 tot 1896 was hij lid van de Kantonsraad van Appenzell Ausserrhoden. Van 1873 tot 1874 was hij opperrechter (Oberrichter) en van 1880 tot 1883 was hij president van de opperste rechtbank (Obergerichtspräsident). Van 1874 tot 1880 en van 1883 tot 1887 was hij lid van de Regeringsraad van Appenzell Ausserrhoden. Van 1874 tot 1875 was hij Landessäckelmeister (directeur financiën) en van 1875 tot 1880 en van 1883 tot 1886 was hij Regierend Landammann (dat wil zeggen regeringsleider) van Appenzell Ausserrhoden).
Johann Jakob Hohl was van 1877 tot 1911 lid van de Kantonsraad (eerste kamer Bondsvergadering) en van 1 juni tot 7 december 1896 was hij als opvolger van Adolphe Jordan-Martin voorzitter van de Kantonsraad.
Van 1877 tot 1898 was hij voorzitter van de kantonnale Commissie voor Handel en Middenstand en vanaf 1883 was hij bestuurslid van de Zwitserse Handelskamer.
Johann Jakob Hohl gold als een volkstribuun en was zeer populair. Hij overleed op 78-jarige leeftijd.